# André Martin (Politiker)

André Martin (1971)

André Martin (* 15. Oktober 1912 in Yverdon-les-Bains; † 22. Oktober 1995 in Chamblon, reformiert, heimatberechtigt in Froideville) war ein Schweizer Politiker (FDP).

## Biografie
André Martin kam am 15. Oktober 1912 in Yverdon-les-Bains als Sohn des kaufmännischen Angestellten Henri Samuel Martin und der Berthe Lina geborene Favre zur Welt. Nach dem Erwerb des Lizenziats der Philosophischen Fakultät der Universität Lausanne im Jahr 1935 war André Martin zunächst von 1936 bis 1941 als Sekundarlehrer in Le Sentier, daran anschliessend bis 1953 in Yverdon beschäftigt. Daneben hatte er die Leitung des Journal d'Yverdon inne.
André Martin war verheiratet mit Susanne Françoise Marguerite, der Tochter des Louis Giddey sowie Adoptivtochter der Georgine Elise Louise Bartré. Er verstarb am 22. Oktober 1995 eine Woche nach Vollendung seines 83. Lebensjahres in Chamblon.

## Politische Karriere
Sein erstes politisches Amt übte André Martin, Mitglied der Freisinnig-Demokratischen Partei, 1946 im Gemeinderat (Legislative) von Yverdon, dem er bis 1953 angehörte, aus. In der Folge amtierte er von 1954 bis 1968 als Bürgermeister. Dazu vertrat er seine Partei von 1953 bis 1966 im Waadtländer Grossrat. Ferner war er 1958 im Waadtländer Amt für Wirtschaftsförderung vertreten. Darüber hinaus nahm er für den Kanton von 1966 bis 1975 Einsitz in den Nationalrat. Überdies amtierte er von 1962 bis 1970 als Präsident der Union des Communes Vaudoises sowie der Schweizer Sektion der Interparlamentarischen Union.
André Martins Engagement galt unter anderem der  Ansiedlung der kantonalen technischen Hochschule in Yverdon.